# Max Agustín Correa Hernández
Max Correa (Max Agustín Correa Hernández) (Ciudad de México, 6 de abril de 1966) es un político y líder social mexicano afiliado actualmente a Morena (partido político) el cual se desempeñó como líder de la Central Campesina Cardenista desde 1992.
Ha sido diputado local en el Estado de México en las LX y LXI Legislaturas del Congreso del Estado de México.

## Primeros años
Es hijo primogénito de Tomás Correa Ayala quien fuese líder del Sindicato de Soldadores de la República Mexicana y Enriqueta Hernández. Su abuelo paterno Máximo Correa Camargo fue integrante del Partido Comunista, era uno de los presos políticos del Movimiento Ferrocarrilero que se encontraban en la Cárcel de Lecumberri en el contexto del Movimiento de 1968 en México.
Estudio la licenciatura de Planificación para el Desarrollo Agropecuario en la Facultad de Estudios Superiores Aragón de la UNAM en 1988 realizó su Servicio Social en el municipio de Santa María Chimalapa en el Estado de Oaxaca, donde nació su interés por la defensa del medio ambiente y los derechos campesinos.
Fue militante de tiempo completo en el Partido Socialista de los Trabajadores (México), el cual se convertiría en el Partido del Frente Cardenista de Reconstrucción Nacional partido que se adhirió al Frente Democrático Nacional (México) que impulsó la candidatura de Cuauhtémoc Cárdenas en 1988.
En 1989 se integró como Secretario de Proyectos Productivos a la Central Campesina Cardenista.

## Militancia campesina
En el periodo de 1988 a 1992 muchas organizaciones campesinas mexicanas se vieron afectadas pos las políticas aplicadas por Carlos Salinas de Gortari el cual generó una crisis interna en las mismas con la finalidad de reformar el Artículo 27 de la Constitución Política de los Estados Unidos Mexicanos y frenar el Reparto Agrario
El Salinismo que fue etapa más agresiva del periodo neoliberal en México causó una cisma y cambio de las dirigencias de muchas organizaciones campesinas lo que llevó a Max Correa a ser nombrado Secretario General de la Central Campesina Cardenista en 1992.
Las organizaciones campesinas generaron a su vez una coordinadora llamada Congreso Agrario Permanente de la cual fue Secretario Técnico de los años 1992 a 1994, repitiendo el cargo en 1998 y 1999.
Desde la trinchera campesina, se enfrentó a las reformas neoliberales, el cambio de gobierno en el año 2000 cuando Vicente Fox ganó la presidencia, momento en el que se generó una gran movilización campesina llamada «El Campo No Aguanta Más», la cual generó un amplio apoyo de la ciudadanía y el «Acuerdo Nacional para el Campo» el cual estableció una serie de reformas estructurales para enfrentar el deterioro de amplios sectores de la sociedad rural, la cual aún compite de manera desigual con Estados Unidos y Canadá desde la entrada en vigor del Tratado de Libre Comercio de América del Norte.

## Carrera Política
Desde su adolescencia participó en el Partido Socialista de los Trabajadores (México) y en la evolución del mismo partido como Partido del Frente Cardenista de Reconstrucción Nacional de 1995 a 1997 fue nombrado Secretario General del Partido Cardenista, hasta la constitución de la "Agrupación Política Campesina" la cual tenía como finalidad convertirse en el primer "Partido Campesino" del país, el cual entregó toda la documentación necesaria para su constitución al IFE sin embargo la institución controlada por le Gobierno en Turno inválido la creación del Partido.
En el año 2000 participó junto al PRD como militante sumando la fuerza de la organización al partido.
En el 2006 decidió junto con la Central Campesina Cardenista apoyar la candidatura presidencial de Andrés Manuel López Obrador desde el Partido de la Revolución Democrática así como en la elección del 2012.
En el año 2017 participó como precandidato a Gobernador del Estado de México por el Partido de la Revolución Democrática intención a la que renunció para sumarse a la campaña de la maestra Delfina Gómez Álvarez candidata de Morena (partido político) a gobernadora en dicha elección se fraguó un evidente fraude electoral a favor del candidato del Partido Revolucionario Institucional.
En el año 2018 fue electo como diputado de la bancada de Morena (partido político) por la LX Legislatura del Congreso del Estado de México cargo que mantuvo en la elección intermedia del 2021.

### Trabajo como diputado local en el Estado de México
Como diputado aprobó y promovió algunas leyes importantes para la justicia social, alimentaria, el desarrollo del Estado de México y el cuidado del Medio ambiente.
Desde el Congreso del Estado de México promovió una Reforma Constitucional ante la Cámara de Diputados del Congreso de la Unión, la iniciativa de reforma a la Constitución Mexicana para reconocer los Derechos de la Naturaleza, sentando bases para la educación en la materia y con ello abonar al cumplimiento de los Objetivos de Desarrollo Sostenible de la Agenda 2030.
Promovió una reforma de ley para que el Congreso del Estado de México impulse una coordinación metropolitana, la cual permita el trabajo en conjunto con otros congresos locales, lo que permitió la conformación del Parlamento Metropolitano, los congresos participantes son Congreso de la Ciudad de México, Congreso del Estado de Morelos, Congreso del Estado de Hidalgo, Congreso del Estado de Puebla.
Promovió la Ley de Bomberos del Estado de México la cual garantiza la seguridad social y los derechos laborales de los mismos. Así como la Ley de Amnistía del Estado de México la cual ha permitido que se liberen más de 2000 personas injustamente presos.
Propuso también la Ley de Fomento y Protección del Maíz Nativo y sis variedades del Estado de México, la cual tiene como finalidad preservar los maíces criollos productos en la entidad, dicha ley genera un presupuesto para la producción y conservación del maíz y semillas.